# Trimicra campbellicola
Trimicra campbellicola är en tvåvingeart som först beskrevs av Alexander 1964.  Trimicra campbellicola ingår i släktet Trimicra och familjen storharkrankar. Inga underarter finns listade i Catalogue of Life.